# Logatec

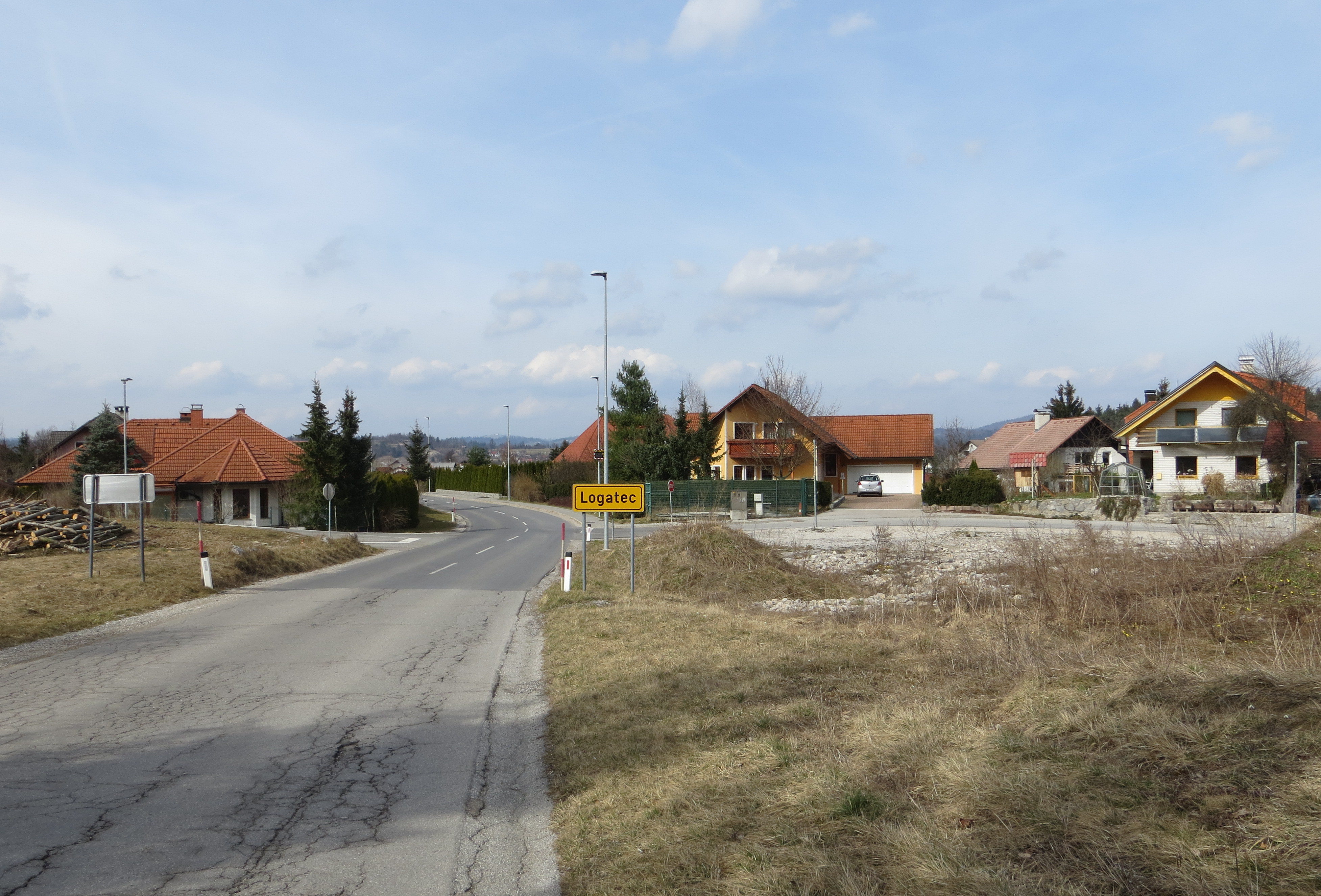
Příjezd do Logatce

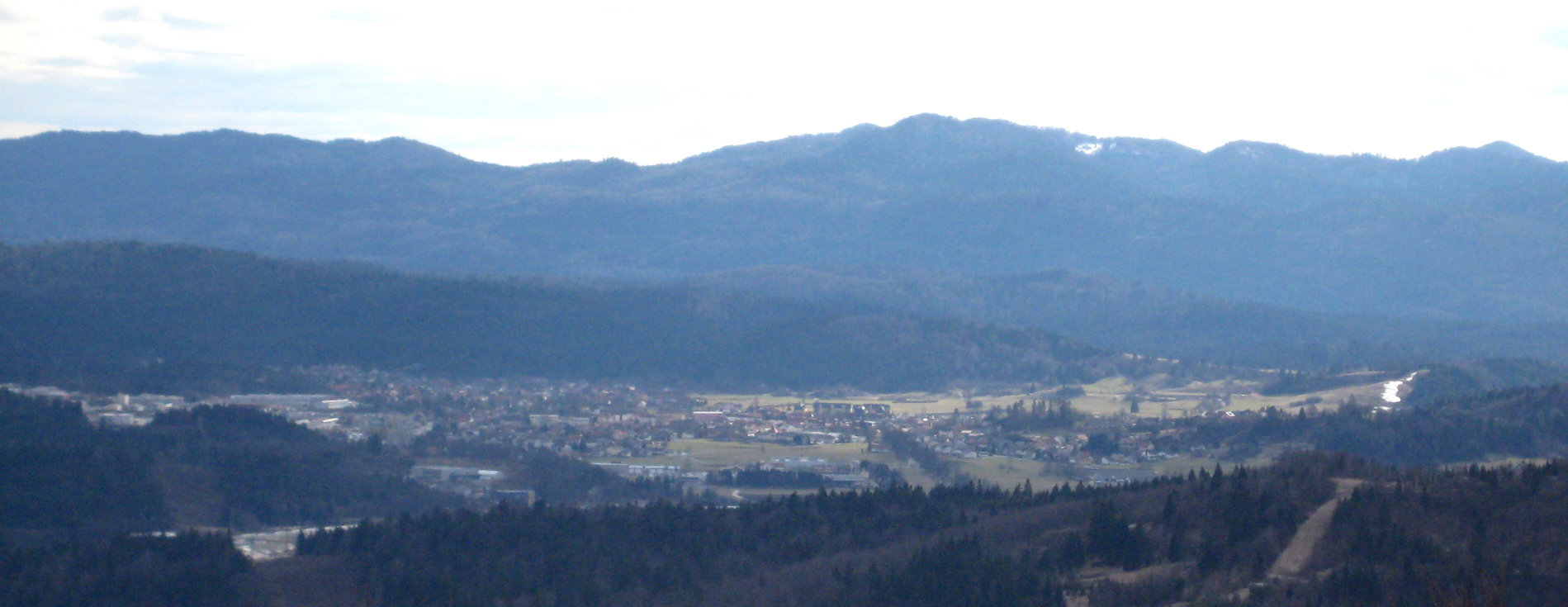
Pohled na Logatec

Logatec (německy Loitsch, italsky Longatico) je město a středisko stejnojmenné občiny ve Slovinsku ve Středoslovinském regionu. Nachází se zhruba uprostřed Vnitřního Kraňska, asi 7 km jihozápadně od Vrhniky a asi 27 km jihozápadně od Lublaně. V roce 2011 zde žilo 8 942 obyvatel. Sousedními městy jsou Cerknica, Postojna a Vrhnika.

## Historie
Nejstarší zmínky pocházejí z doby Římské říše, kdy se zde nacházela obchodní stanice Mansio Longatico.
Významnou roli pro rozvoj regionu vždy hrály obchodní cesty mezi pobřežím a vnitrozemím, které tudy procházely díky výhodné konfiguraci terénu (nejprve římská silnice spojující Aquileiu a Emonu, později cesta do Terstu a Rakouská jižní dráha).
Ve středuvěku v Logatci pravděpodobně stál hrad, ale jeho podoba a umístění nejsou známy. Ve 13. a 14. století jsou zmiňováni rytíři z Logatce (roku 1307 Arnold von Logatsch). Před rokem 1580 byl dokončen renesanční zámek Logatec ležící v centru města, jeho krásný renesanční portál byl postaven v první polovině 17. století.
Panství bylo roku 1606 uděleno Adamu Mosconovi a od roku 1620 rodu Eggenbergů. Kníže Jan Eggenberg jej roku 1717 prodal hraběti Janu Kašparu Cobenzlovi. V jejich rodě bylo panství až do roku 1846, kdy jej koupil kníže Hugo Weriand Windischgrätz, který pak na přelomu století odstoupil zámek zemským úřadům. Po první světové válce byl znárodněn.
Na přelomu 30. a 40. let vyrostlo v okolí Logatce pohraniční opevnění v rámci Rupnikovy linie budované proti útoku Itálie.
Město Logatec v současné podobě vzniklo sloučením několika blízkých obcí v roce 1972.
Město zaznamenalo velký průmyslový rozvoj po zprovoznění dálnice A1, která spojuje hlavní město Lublaň s pobřežím.

## Doprava
Městem prochází silnice 102, kolem města prochází dálnice A1.